# Rihanna
Rihanna (celotno ime Robyn Rihanna Fenty), barbadoška pevka, fotomodel in modna oblikovalka, * 20. februar 1988, Barbados.
Do danes je prodala že več kot 11 milijonov v studijih posnetih albumov. Svojo glasbeno pot je začela leta 2005 s prvim albumom Music Of The Sun in jo nadaljevala s svojim do sedaj najuspešnejšim albumom Good Girl Gone Bad.

## Biografija
Rihanna se je rodila 20. februarja leta 1988 na karibskem otoku Barbadosu, kjer je tudi razvijala svoj talent v glasbi in že kot mlado dekle dosegla nekaj nagrad, povezanih z glasbo, v šoli in drugje. V zgodnjih 14 letih pa je ustanovila skupaj z nekaterimi sošolkami svoj band in ustvarjala nove glasovne tone. Pri 15 letih pa ji njena prijateljica predstavila svetovno znanega producenta Evana Rogersa, ki je odkril že Christino Aguilero in druge pevke. S prijateljem Carlom Sturkenom sta jo odpeljala z Barbadosa, (tam sta bila v tistem času na počitnicah) v ameriške studie in svetu predstavila mlado Rihanno s prvim albumom. Rihanna je nato prišla pod okrilje producenta in raperja Jay-Z-ja, ki jo je povezal z založniško hišo Def Jam Records, kjer je Rihanna podpisala pogodbo in pri kateri ostaja še danes.

## Rihannine nagrade in svetovni uspeh
Rihanna je zaslovela s pesmijo Pon De Replay, uspeh pa poudarila s hitom Umbrella, ki je kraljeval na državnih lestvicah vse do 11 tednov, na svetovni lestvici pa 8 tednov. Na prvem mestu svetovne lestvice je bila  5-krat, zadnji hit je bil Live Your Life, ki pa tudi že 6. teden kraljuje na popularni BillBoard lestvici.

## Albumi

### Music Of The Sun (2005)
Prvi studijski album, ki ga je mlada Rihanna posnela že pri 17 letih, se imenuje Music Of The Sun. Svetovno zmago je dosegel vodilni single Pon De Replay, izdan pa je bil tudi single If It's Loving That You Want.

### A Girl Like Me (2006)
Svetovno opazni singli z albuma so SOS (Rescue Me), Unfaithful', nekoliko manj močan  Break It Off]] ter dokaj neznan We Ride.

### Good Girl Gone Bad (2007)
Tretji najuspešnejši pevkin album Good Girl Gone Bad, ki je bil po svetu prodan v 8-milijonski nakladi, je znan po svetovih hitih Umbrella, Don't Stop The Music, Take A Bow in Disturbia. Album je zaključila leta 2008, ko je izdala zadnji single Rehab, za katerega je posnela vroč videospot z Justinom Timberlakom.

### Good Girl Gone Bad: Reloaded (2008)
Good Girl Gone Bad: Reloaded, govorimo o ponovni izdaji albuma Good Girl Gone Bad s tremi novimi singli, "Take A Bow", "If I Never See Your Face Again" in "Disturbia".

### Rated R(2009)
Rihannin četri album z naslovom Rated R je izšel 23. Novembra 2009 širom po svetu.

### Loud (2010)
Peti studijski album pevke je izšel 12. novembra 2010. Na njem so sodelovali gostujoči vokalisti Drake, Eminem in Nicki Minaj. Največji hiti albuma so "Only Girl (In the World)", "S&M", "What's My Name?" in "California King Bed".

### Talk That Talk (2011)
Šesti album je Rihanna izdala 18. novembra 2011. Najuspešnejši hiti tega albuma so You da One, Talk That Talk (skupaj z Jay-Zjem) ter Where Have You Been in We Found Love, ki ju je posnela skupaj s Calvinom Harisom.

### Unapologetic (2012)
Unapologetic je prihajajoči sedmi album, ki bo izdan 16. novembra 2012. Prvi hit Diamonds, ki ga je Rihanna premierno zapela na iHeartRadio Music Festivalu, se že vzpenja na vrh glasbenih lestvic, zato Rihanna že načrtuje koncertno turnejo Diamonds World Tour.

## Singli
| Leto | Singli                               | Uvrstitev | Uvrstitev | Uvrstitev | Uvrstitev | Uvrstitev | Uvrstitev | Uvrstitev | Uvrstitev | Uvrstitev | Uvrstitev | Uvrstitev | Uvrstitev | Uvrstitev | Uvrstitev | Uvrstitev | Uvrstitev | Uvrstitev | Uvrstitev | Album                        |
| Leto | Singli                               | ZDA       | Can       | Vel.Brit. | Evro.     | Bel.      | Ir.       | Fin.      | Nizo.     | Nem.      | Aus.      | Fra.      | Norv.     | Švi.      | Austra.   | No. Zela. | Šved.     | Ita.      | Svet      | Album                        |
| ---- | ------------------------------------ | --------- | --------- | --------- | --------- | --------- | --------- | --------- | --------- | --------- | --------- | --------- | --------- | --------- | --------- | --------- | --------- | --------- | --------- | ---------------------------- |
| 2005 | "Pon de Replay"                      | 7         | 7         | 2         | 2         | 5         | 2         | 8         | 18        | 6         | 5         | 18        | 3         | 3         | 6         | 1         | 5         | 6         | 3         | Music of the Sun             |
| 2005 | "If It's Lovin' That You Want"       | 36        | 48        | 11        | 35        | 25        | 8         | –         | 17        | 25        | 31        | –         | –         | 19        | 9         | 9         | –         | 22        | 30        | Music of the Sun             |
| 2006 | "SOS"                                | 1         | 2         | 2         | 1         | 2         | 3         | 3         | 4         | 2         | 4         | 12        | 3         | 3         | 1         | 4         | 12        | 7         | 1         | A Girl Like Me               |
| 2006 | "Unfaithful"                         | 6         | 1         | 2         | 1         | 3         | 2         | 13        | 4         | 2         | 2         | 7         | 2         | 1         | 2         | 4         | 6         | 14        | 4         | A Girl Like Me               |
| 2006 | "We Ride"                            | 106       | 45        | 17        | 106       | 50        | 17        | 4         | 30        | 45        | –         | –         | –         | 42        | 24        | 7         | –         | 31        | –         | A Girl Like Me               |
| 2006 | "Break It Off" (feat. Sean Paul)     | 9         | 29        | –         | –         | –         | –         | –         | –         | –         | –         | –         | –         | –         | –         | –         | –         | –         | 21        | A Girl Like Me               |
| 2007 | "Umbrella" (feat. Jay-Z)             | 1         | 1         | 1         | 1         | 1         | 1         | 1         | 1         | 1         | 1         | 4         | 1         | 1         | 1         | 1         | 2         | 1         | 1         | Good Girl Gone Bad           |
| 2007 | "Shut Up and Drive"                  | 15        | 6         | 5         | 8         | 9         | 5         | 3         | 5         | 6         | –         | 33        | 13        | 14        | 4         | 12        | 31        | 8         | 11        | Good Girl Gone Bad           |
| 2007 | "Don't Stop the Music"               | 3         | 2         | 4         | 1         | 1         | 6         | 3         | 1         | 1         | 1         | 1         | 7         | 1         | 1         | 3         | 6         | 2         | 1         | Good Girl Gone Bad           |
| 2007 | "Hate That I Love You" (feat. Ne-Yo) | 7         | 17        | 15        | 8         | –         | 13        | –         | 23        | 11        | 17        | 16        | –         | 38        | 14        | 6         | 10        | –         | 6         | Good Girl Gone Bad           |
| 2008 | "Take a Bow"                         | 1         | 1         | 1         | 1         | 13        | 1         | 17        | 10        | 6         | 6         | 12        | 5         | 10        | 3         | 1         | 12        | 45        | 1         | Good Girl Gone Bad: Reloaded |
| 2008 | "If I Never See Your Face Again"     | 57        | 12        | 35        | –         | –         | –         | –         | 20        | –         | –         | –         | 11        | 52        | 11        | 21        | –         | 15        | 27        | Good Girl Gone Bad: Reloaded |
| 2008 | "Disturbia"                          | 1         | 1         | 2         | 1         | –         | 4         | 2         | –         | 5         | 4         | 2         | 5         | –         | 3         | 1         | 1         | 3         | 2         | Good Girl Gone Bad: Reloaded |
| 2008 | "Rehab"                              | 28        | 37        | 20        | 16        | –         | –         | –         | –         | –         | –         | –         | –         | –         | –         | –         | –         | –         | 40        | Good Girl Gone Bad           |

### Singli Na Prvem Mestu
| Leto | Hiti                     | Uvrstitev | Uvrstitev | Uvrstitev | Uvrstitev | Uvrstitev | Uvrstitev | Uvrstitev | Uvrstitev | Uvrstitev | Uvrstitev | Uvrstitev | Uvrstitev | Uvrstitev | Uvrstitev | Uvrstitev | Uvrstitev | Uvrstitev | Uvrstitev | Album                        |
| Leto | Hiti                     | ZDA       | Can       | Vel.Brit. | Evro.     | Bel.      | Ir.       | Fin.      | Nizo.     | Nem.      | Aus.      | Fra.      | Norv.     | Švi.      | Austra.   | No. Zela. | Šved.     | Ita.      | Svet      | Album                        |
| ---- | ------------------------ | --------- | --------- | --------- | --------- | --------- | --------- | --------- | --------- | --------- | --------- | --------- | --------- | --------- | --------- | --------- | --------- | --------- | --------- | ---------------------------- |
| 2005 | "Pon de Replay"          | 2         | 7         | 2         | 2         | 5         | 2         | 8         | 18        | 6         | 5         | 18        | 3         | 3         | 6         | 1         | 5         | 6         | 3         | Music Of The Sun             |
| 2006 | "SOS (Rescue Me)"        | 1         | 2         | 2         | 1         | 2         | 3         | 3         | 4         | 2         | 4         | 12        | 3         | 3         | 1         | 4         | 12        | 7         | 1         | A Girl Like Me               |
| 2006 | "Unfaithful"             | 6         | 1         | 2         | 1         | 3         | 2         | 13        | 4         | 2         | 2         | 7         | 2         | 1         | 2         | 4         | 6         | 14        | 4         | A Girl Like Me               |
| 2007 | "Umbrella" (feat. Jay-Z) | 1         | 1         | 1         | 1         | 1         | 1         | 2         | 1         | 1         | 1         | 4         | 1         | 1         | 1         | 1         | 2         | 1         | 1         | Good Girl Gone Bad           |
| 2007 | "Don't Stop the Music"   | 3         | 2         | 4         | 1         | 1         | 6         | 3         | 1         | 1         | 1         | 1         | 7         | 1         | 1         | 3         | 6         | 2         | 1         | Good Girl Gone Bad           |
| 2008 | "Take a Bow"             | 1         | 1         | 1         | 1         | 13        | 1         | 17        | 10        | 6         | 6         | 12        | 5         | 10        | 3         | 1         | 12        | 45        | 1         | Good Girl Gone Bad: Reloaded |
| 2008 | "Disturbia"              | 1         | 1         | 2         | 1         | –         | 4         | 2         | –         | 5         | 4         | 2         | 5         | –         | 3         | 1         | 1         | 3         | 2         | Good Girl Gone Bad: Reloaded |

2011-S&M

### Rihannino Sodelovanje
1. "Roll it" (Rihanna & Shontelle) (2007)
2. "Livin A Lie" (Rihanna & The-Dream) (2007)
3. "Numba One (Tide Ishg High) (Rihanna & Kardinal Officiall) (2008)
4. "If I Never See Your Face Again" (Feat. Maroon 5) (2008)
5. "Live Your Life" (Rihanna & T.I.) (2008)
6. "Run This Town" (Rihanna & Jay-Z & Kanye West) (2009)
7. "TBD" (Rihanna & Timbaland) (2009)
8. "Love The Way You Lie part 2" (Rihanna & Eminem) (2011)

### Ostala posneta glasba
Po svetovnem spletu krožijo tudi uradno nepromovirane pesmi, ki pa jih je Rihanna posnela in izdala zgolj kot izdelke izven svojih projektov.
1. "Winning Women" (feat. Nicole Scherzinger)
2. "Hatin On The Club" (feat. The-Dream)
3. "Bad Girl" (feat. Chris Brown)
4. "Don't Let Love Wait"
5. "Whippin My Hair"
6. "Bring It Back"
7. "Survivor"
8. "Like It"
9. "Te Amo"
10. "California King Bed"
11. " What's my name"
12. "Who's that chick? (feat "David Guetta")

- "We found love ft. Calvin Harris"
- Cry